# Ahmed Kantari
Août 2025 commentateur football sur la chaîne Ligue 1+
Ahmed Kantari (en arabe : أحمد القنطاري), né le 28 juin 1985 à Blois, est un footballeur international marocain, qui possède également la nationalité française. Il évolue au poste de défenseur central de 2005 à 2019.  Il est désormais reconverti comme entraîneur. Il occupe actuellement le poste d’entraîneur adjoint au FC Nantes aux côtés d’Antoine Kombouaré.

## Biographie

### Carrière de joueur

#### En club

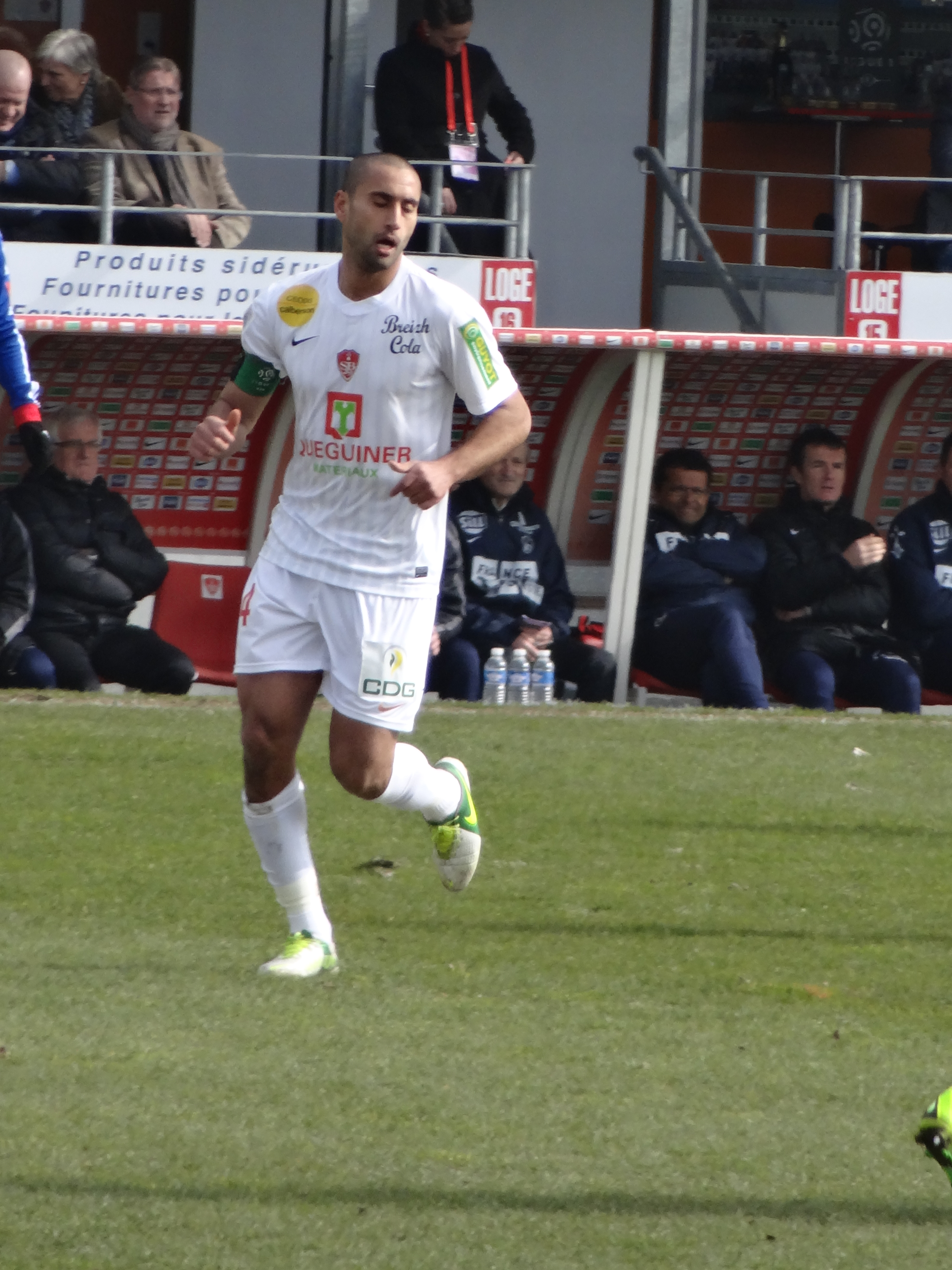
Ahmed Kantari lors de Brest-Lyon en mars 2013

Il commence le football à l'AAJ Blois, puis évolue avec les moins de 15 ans en championnat national au FCO St Jean de la Ruelle, dans la banlieue orléanaise et est sélectionné avec l'équipe de la région Centre au poste de latéral gauche. À l'âge de 15 ans, il quitte sa ville natale pour le centre de préformation du Paris Saint-Germain à Verneuil-sur-Seine, puis un an plus tard pour le Centre de formation du Paris Saint-Germain. Il joue en défense centrale des moins de 18 ans parisiens puis participe à son premier match en CFA en 2003, à même pas 18 ans.
Il signe son premier contrat pro avec le Paris Saint-Germain en juillet 2005. Âgé de 20 ans, il est le capitaine de l'équipe réserve du club pour la saison 2005-2006. Il n'est en revanche jamais utilisé par le club de la capitale en Ligue 1.
En juin 2006, il est en fin de contrat avec le PSG et signe pour 4 ans au RC Strasbourg, club évoluant en Ligue 2. Cependant après la montée de Strasbourg en Ligue 1, il n'est plus utilisé par Jean-Marc Furlan et ne participe à aucun match de la première partie de saison 2007-2008.
Il est prêté par le RC Strasbourg au Stade brestois de janvier à juin 2008, puis signe en Bretagne pour trois saisons. Il y devient titulaire indiscutable en défense centrale et accède à la Ligue 1 avec le club lors de l'exercice 2009-2010. Lors de l'été 2010, il prolonge son contrat avec le Stade brestois.
Le 11 mai 2011, il est victime d'une rupture totale du tendon d'Achille du pied droit qui lui vaut quatre à six mois d'absence des terrains.
Le 19 juillet 2013 il s'engage pour deux saisons au RC Lens.
Libéré après deux saisons chez les Sang et Or, il visite les installations de Dijon, qui annonce sa signature le 17 juillet 2015. Le contrat porte sur trois saisons, plus une en option en cas de montée en Ligue 1. Cependant, quelques jours plus tard, il fait faux bond au club bourguignon en ne se présentant pas pour la signature de son contrat. Il s'engage finalement avec Toronto qui joue en Major League Soccer où il assure alors qu'il avait expliqué à Dijon qu'il ne signerait nulle part ailleurs en Ligue 2, où il avait des approches de Nancy et du Havre, mais que sa priorité était le club canadien.
Libre de tout contrat, il s'engage le 3 juin 2016 avec le Valenciennes FC pour deux saisons. Le 28 janvier 2019, il annonce qu'il met un terme à sa carrière de joueur pour intégrer le staff du club en tant qu'entraîneur adjoint de Réginald Ray.

#### En sélection nationale

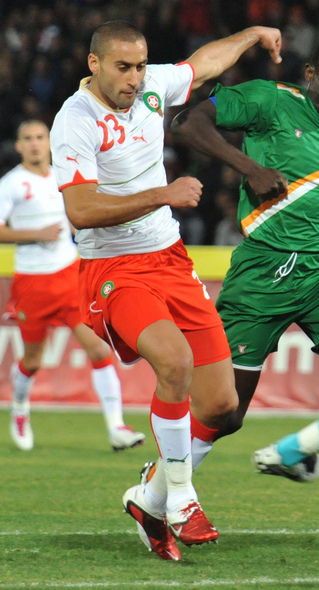
Ahmed Kantari avec le Maroc en février 2011

Il participe aux éliminatoires de la Coupe d'Afrique des nations junior 2003 puis dispute ce tournoi. Le Maroc atteint les quarts de finale lors de cette compétition.
Il participe aux éliminatoires de la Coupe d'Afrique des nations junior 2005 mais n'est finalement pas présent pour cette CAN junior 2005 au Bénin, qualificative pour la Coupe du monde aux Pays-Bas.
Il participe avec l'Équipe du Maroc des moins de 20 ans de football à la Coupe du monde de football des moins de 20 ans 2005 aux Pays-Bas mais se blesse lors du premier match du tournoi contre l'Espagne. Le Maroc atteint la demi-finale.
Il participe en 2006 aux éliminatoires des Jeux olympiques d'été de 2008 avec l'Équipe du Maroc olympique de football.
En novembre 2005 il participe à un match amical contre le Cameroun et obtient sa première sélection avec l'équipe du Maroc dirigée par Philippe Troussier. Ce match restera pendant longtemps son unique sélection, mais son nom apparaît régulièrement, notamment dans la première liste élargie de Roger Lemerre en août 2008.
Fin août 2010, Ahmed Kantari est annoncé en équipe du Maroc, mais ne figure finalement pas dans le groupe du nouveau sélectionneur Éric Gerets pour le premier match du Maroc des qualifications à la CAN 2012 contre la République centrafricaine. Des problèmes administratifs sont évoqués par son club,.
Il effectue enfin en octobre sa seconde sélection en équipe nationale à l'occasion de la rencontre face à la Tanzanie pour le compte de la 2e journée du groupe D des éliminatoires CAN-2012.
Il est titulaire en défense centrale avec le Maroc lors de la CAN 2012. Il est sélectionné par Rachid Taoussi  pour disputer la CAN 2013.
En juin 2013, il est contacté par le sélectionneur marocain Rachid Taoussi pour disputer deux rencontres contre la Tanzanie et la Gambie comptant pour les Qualifications de la Coupe du monde 2014 au Brésil. Les deux matchs finissent en faveur des "Lions de l'Atlas" (2-1 contre la Tanzanie et 2-0 contre la Gambie).

### Carrière d'entraîneur
Le 28 janvier 2019, alors qu'il a disputé 14 rencontres de Ligue 2 sur la phase aller de Ligue 2 et porté à 5 reprises le brassard de capitaine, le joueur annonce qu'il arrête sa carrière de joueur et rejoint dans la foulée le staff de Réginald Ray, à Valenciennes. En fin de contrat, Ray ne poursuit pas son aventure dans le Nord malgré le maintien du club (13e). Kantari poursuit sa mission auprès de son successeur, Olivier Guégan lors de la saison 2019-2020. Ils assurent un nouveau maintien de l'équipe, 7e de deuxième division. Il quitte le club début août 2020, en bons termes avec l'environnement du VAFC mais faisant part de ses envies de nouveau projet.
Le 18 août 2020, il rejoint Sabri Lamouchi comme adjoint à Nottingham Forest, évoluant en deuxième division anglaise. Lamouchi est limogé le 6 octobre 2020 après un début de saison difficile, enchaînant 4 défaites lors des 4 premières rencontres de championnat. Le duo Lamouchi-Kantari prend la direction du Qatar dans la foulée où Lamouchi est nommé entraîneur.
Finalement, il retrouve le VAFC dès l'été 2021, intégrant le staff d'Olivier Guégan à la suite du départ de Nicolas Rabuel.
Lors de la saison 2022-2023, il suit au CNF Clairefontaine la formation au DESJEPS mention football.
Nommé entraîneur par intérim de Valenciennes au début du mois de décembre 2023, le club indique le 27 décembre que Kantari reste en fonction pour le reste de la saison. À cette date, le club est dernier de Ligue 2. Il est mis à pied par le club nordiste le 26 novembre 2024 alors que celui-ci occupe la 8e place du championnat de National.
Il rebondit au FC Nantes pour la reprise des entraînements début janvier 2025 où il vient épauler Antoine Kombouaré, menacé d'éviction lors de la fin d'année 2024. 

## Statistiques
| Saison                | Club                     | Championnat           | Championnat | Championnat | Coupe nationale | Coupe nationale | Coupe de la Ligue | Coupe de la Ligue | Total | Total |
| Saison                | Club                     | Division              | M.          | B.          | M.              | B.              | M.                | B.                | M.    | B.    |
| 2005-2006             | Paris Saint-Germain      | Ligue 1               | -           | -           | -               | -               | -                 | -                 | 0     | 0     |
| 2006-2007             | RC Strasbourg            | Ligue 2               | 8           | 0           | 3               | 0               | -                 | -                 | 11    | 0     |
| 2007-2008             | Stade brestois 29 (prêt) | Ligue 2               | 17          | 0           | -               | -               | -                 | -                 | 17    | 0     |
| 2008-2009             | Stade brestois 29        | Ligue 2               | 26          | 2           | 4               | 1               | 1                 | 0                 | 31    | 3     |
| 2009-2010             | Stade brestois 29        | Ligue 2               | 35          | 1           | 2               | 0               | 1                 | 0                 | 38    | 1     |
| 2010-2011             | Stade brestois 29        | Ligue 1               | 32          | 0           | 2               | 0               | -                 | -                 | 34    | 0     |
| 2011-2012             | Stade brestois 29        | Ligue 1               | 12          | 0           | -               | -               | -                 | -                 | 12    | 0     |
| 2012-2013             | Stade brestois 29        | Ligue 1               | 29          | 1           | 1               | 0               | -                 | -                 | 30    | 1     |
| 2013-2014             | RC Lens                  | Ligue 2               | 28          | 1           | 1               | 0               | 2                 | 0                 | 31    | 1     |
| 2014-2015             | RC Lens                  | Ligue 1               | 31          | 1           | 1               | 0               | 1                 | 0                 | 33    | 1     |
| 2015                  | Toronto FC               | MLS                   | 12+1        | 0           | -               | -               | -                 | -                 | 13    | 0     |
| 2016-2017             | Valenciennes FC          | Ligue 2               | 26          | 0           | 2               | 0               | 1                 | 0                 | 29    | 0     |
| 2017-2018             | Valenciennes FC          | Ligue 2               | -           | -           | -               | -               | -                 | -                 | 0     | 0     |
| 2018-2019             | Valenciennes FC          | Ligue 2               | 14          | 0           | -               | -               | -                 | -                 | 14    | 0     |
| Total sur la carrière | Total sur la carrière    | Total sur la carrière | 271         | 6           | 16              | 1               | 6                 | 0                 | 293   | 7     |

| Matches internationaux de Ahmed Kantari | Matches internationaux de Ahmed Kantari | Matches internationaux de Ahmed Kantari | Matches internationaux de Ahmed Kantari | Matches internationaux de Ahmed Kantari | Matches internationaux de Ahmed Kantari | Matches internationaux de Ahmed Kantari |
| Caps                                    | Date                                    | Match                                   | Lieu                                    | Score                                   | Compétition                             |                                         |
| 1                                       | 15/11/2005                              | Cameroun - Maroc                        | Clairefontaine                          | 0 - 0                                   | Amical                                  |                                         |
| 2                                       | 09/10/2010                              | Tanzanie - Maroc                        | Dar-es-Salaam                           | 0 - 1                                   | Elim. CAN 2012                          |                                         |
| 3                                       | 17/11/2010                              | Irlande du Nord - Maroc                 | Belfast                                 | 1 - 1                                   | Amical                                  |                                         |
| 4                                       | 09/02/2011                              | Maroc – Niger                           | Marrakech                               | 3 - 0                                   | Amical                                  |                                         |
| 5                                       | 27/03/2011                              | Algérie - Maroc                         | Annaba                                  | 1 - 0                                   | Elim. CAN 2012                          |                                         |
| 6                                       | 23/01/2012                              | Tunisie - Maroc                         | Libreville                              | 2 - 1                                   | CAN 2012                                |                                         |
| 7                                       | 27/01/2012                              | Gabon - Maroc                           | Libreville                              | 3 - 2                                   | CAN 2012                                |                                         |
| 8                                       | 15/08/2012                              | Maroc – Guinée                          | Rabat                                   | 1 - 2                                   | Amical                                  |                                         |
| 9                                       | 08/01/2013                              | Zambie - Maroc                          | Johannesburg                            | 0 - 0                                   | Amical                                  |                                         |
| 10                                      | 12/01/2013                              | Namibie - Maroc                         | Johannesburg                            | 1 - 2                                   | Amical                                  |                                         |
| 11                                      | 27/01/2013                              | Afrique sud - Maroc                     | Durban                                  | 2 - 2                                   | CAN 2013                                |                                         |
| 12                                      | 08/06/2013                              | Maroc - Tanzanie                        | Marrakech                               | 2 - 1                                   | Elim.CM 2014                            |                                         |
| 13                                      | 15/06/2013                              | Maroc - Gambie                          | Marrakech                               | 2 - 0                                   | Elim. CM 2014                           |                                         |
| 14                                      | 14/08/2013                              | Maroc – Burkina Faso                    | Tanger                                  | 1 - 2                                   | Amical                                  |                                         |
| 15                                      | 09/10/2014                              | Maroc – RCA                             | Marrakech                               | 4 - 0                                   | Amical                                  |                                         |
| --------------------------------------- | --------------------------------------- | --------------------------------------- | --------------------------------------- | --------------------------------------- | --------------------------------------- | --------------------------------------- |

## Palmarès
Maroc U-20
- Coupe du monde des moins de 20 ans
  - Quatrième en 2005

 RC Strasbourg
- Saison 2006-2007 du Racing Club de Strasbourg
  - Promotion en Ligue 1 en 2007

 Stade Brest
- Saison 2009-2010 du Stade brestois 29
  - Promotion en Ligue 1 en 2010

 RC Lens
- Ligue 2 2013-2014
  - Promotion en Ligue 1 en 2014